# Reddcoin
A Reddcoin egy olyan nyílt forrású kriptovaluta (kriptopénz, coin), melynek célja, hogy egy szociális hálózatokon átívelő pénzhálózattá váljon. A Reddcoint 2014-ben alapította Larry Ren. A coin célja, hogy a felhasználók a különféle közösségi hálózatokon Reddcoint küldhessenek egymásnak. A Reddcoin egy inflációs kriptopénz, amely összmennyisége évi 5%-kal gyarapszik.

## Működési elve
A kriptopénzt eredetileg bányászni is lehetett, de a protokollt kicserélték a fejlesztők később. Ma csak gyűjtés által lehet hozzájutni (staking-rendszer). Ez azt jelenti, hogy a Reddcoinnal rendelkező felhasználók számára a rendszer kamatot fizet. A Reddcoin azoknak a felhasználóknak fizet kamatot, amelyek futtatják a Reddcoin node szoftverét. A Reddcoin különféle operációs rendszerek alatt működik. Bizonyos esetekben a Reddcoin ingyenesen elküldhető. A Reddcoin kamatozási rendszere eltérő a többi hasonló cointól. Reddcoin esetén nincs szükség arra, hogy bizonyos mennyiségű coinnal rendelkezzen a felhasználó ahhoz, hogy kamatra legyen jogosult, hanem mindenki képes kamatoztatni a pénzét. A gyakorlatban persze szükség van befektetésre ahhoz, hogy a hálózat ténylegesen is kamatot fizessen. A rendszer véletlenszerűen fizeti a kamatot, aki több Reddcoinnal rendelkezik, annak nagyobb eséllyel fizet a rendszer. Mielőtt a coinokat kamatoztatni lehetne, legalább 8 óráig pihentetni kell őket a címen, csak ezt követően lehet megkezdeni a kamatoztatásukat.

## Technikai paraméterek
A Reddcoin egy perces blokk-időt használ. A blokk mérete 1 MByte, amely megengedi, hogy néhány tranzakciót ingyenesen is el lehessen küldeni. A többi népszerű szabad kriptopénzhez hasonlóan a blokklánc nyilvánosan is elérhető. A coin blokk ideje és a blokklánc kapacitása a Dogecoinéhoz hasonló.

## Célkitűzések
A Reddcoin elveit a Redd Book  nevű összefoglaló sorolja fel. A fő célkitűzésükként a következő jelmondatot jelölik meg: REDD WANTS TO HELP, AS A GROUP, AS INDIVIDUALS, AS A MOVEMENT. (A redd segíteni szeretne, mint csoport, mint egyén, mind mozgalom). Ebből kiderül, hogy a Reddcoin úgynevezett mikro-adományozásra, kis értékű fizetésre lett elsődlegesen tervezve. 

## Kereskedelem
A Reddcoin több váltón is megtalálható. Ilyen például a Bittrex, a VCC Exchange, és a Yobit. A coin értéke 2018 januárjában érte el a rekord magas 0.03 dolláros árfolyamot, majd később visszaesett. A következő években a Reddcoin folyamatosan visszaszorult a váltókról és a köztudatból, majd 2020-ban ismét növekedni kezdett a népszerűsége. 2021 elején újra lassú emelkedésnek indult az árfolyama, miután több váltóra is bevezették. A csoport tervezi azt, hogy több népszerű váltóra is bevezessék.

## Chain-split incidensek
2024 augusztusában a Reddcoin 3-mas és 4-es verziója egy inkompatibilitási probléma miatt más blokkot tekintett helyesnek, mert a Reddcoin 3-mas verziója hibásnak tekintett egy olyan tranzakciót, amit a 4-es verzió elfogadott. Emiatt szükséges lett a régebbi verziók legújabbra frissítése. A hiba az 5448005-ös blokktól kezdve keletkezett.

## Információk
- Hivatalos weboldal: https://reddcoin.com
- Árfolyam: https://coinmarketcap.com/currencies/redd/